# Epicauta pilme
El pilme, o padrecito (Epicauta pilme) es una especie de coleóptero de la familia Meloidae. Se encuentra en las plantaciones de arándanos, frambuesa y verduras.

## Distribución geográfica
Habita en Chile.